# Michel Tardieu (historien)
 (décembre 2021).
Pour les articles homonymes, voir Michel Tardieu.
Michel Tardieu, né le 10 avril 1938 à Mareuil-sur-Belle, est un exégète et historien français. Diplômé ès lettres, c'est un spécialiste des sciences religieuses, du christianisme et du syncrétisme antiques. Auteur de nombreux ouvrages et articles, il est membre honoraire du Laboratoire d'études sur les monothéismes et professeur honoraire au Collège de France.

## Biographie
En 1973, Michel Tardieu entre à la section Philosophie et Histoire des sciences du CNRS jusqu'en 1976, avant de devenir directeur  d'études à l'École pratique des hautes études, dans la section des sciences religieuses, où il reste en poste jusqu'en 1991. Parallèlement, à partir de 1984, il dirige le Centre d'études des religions du  Livre, qui a pour objet, dans un cadre laïc, l'étude du judaïsme, du christianisme et de l'islam dans leurs développements internes, dans leurs  rapports mutuels et dans leurs relations avec d'autres courants religieux ou intellectuels.
À partir de 1991, il se voit confier une chaire de professeur  au Collège de France, où il enseigne l'histoire des syncrétismes de la fin de l'Antiquité et dirige l'Institut d'histoire des  christianismes orientaux, jusque 2008.
Il est membre du comité de lecture de la Revue d’histoire et de philosophie religieuses, revue scientifique éditée par la faculté de théologie protestante de Strasbourg.

## Honneurs
- 1975 : Médaille de bronze du CNRS